# Den makedonske navnekonflikt
Den makedonske navnekonflikt mellem Grækenland og Republikken Makedonien kommer fra uenighed mellem de to stater over brugen af navnet Makedonien. Konflikten førte til, at Republikken Makedonien internationalt blev kendt som "the former Yugoslav Republic of Macedonia", FYROM (dansk: Den tidligere jugoslaviske republik Makedonien). I 2018 undertegnede de to lande en aftale om, at Republikken Makedonien ændrer navn til Nordmakedonien inden udgangen af 2018. Aftalen kræver grundlovsændring og må ratificeres af begge stater.

## Baggrund
Hen mod 2. verdenskrigs afslutning dannedes SR Makedonien ved en udskillelse af det tidligere Sydserbien fra resten af Serbien. Den indgik frem til 1992 som en delstat i SFR Jugoslavien. I Grækenland opstod der misstemning over, at delstaten brugte navnet "Makedonien", da Grækenland selv har en provins med navnet Makedonien, men så længe delstaten forblev inden for Jugoslavien, blev konflikten holdt på lavt blus; f.eks. måtte beboere af delstaten som de eneste jugoslaviske statsborgere søge om visum for at få indrejsetilladelse til Grækenland. Efter Jugoslaviens opløsning i 1992 brød navnestriden imidlertid ud i lys lue. Grækenland modsatte sig, officielt fordi Republikken Makedonien benyttede "Makedonien" i landets navn uden en geografisk præcisering, og betegnelsen "makedoner" uden geografisk præcisering for nabolandets største etniske gruppe og makedonsk for landets sprog. I den offentlige debat i Grækenland i 1990-erne blev der udtrykt frygt for, at nationalistiske kredse i nabolandet ville forene de forskellige "makedonier" (i Grækenland, det tidligere Jugoslavien, sydøstlige Albanien og sydvestlige Bulgarien) til et samlet land. Navnestriden udviklede sig til højeste internationale niveau for international mægling med flere forsøg på at få en løsning, blandt andet fra De forenede nationer.
Den midlertidige betegnelse "the former Yugoslav Republic of Macedonia" – FYROM (dansk: Den tidligere jugoslaviske republik Makedonien) benyttedes af stater, som ikke anerkendte navnet Republikken Makedonien. Grundet konflikten om navnet blev Republikken Makedoniens ansøgning om medlemskab i NATO og den Europæiske Union blokeret af Grækenland. 
Diplomaten Zoran Jolevski blev i november 2008 udnævnt af republikken Makedonien til chefforhandler i den makedonske navnekonflikt.

## Aftalen i 2018
I juni 2018 blev det oplyst, at statsministrene i Makedonien og Grækenland var blevet enige om at bilægge navnestriden, og at Makedonien ville ændre navn til Republikken Nordmakedonien. Målet var at fjerne forhindringene for makedonsk medlemskab i NATO og EU. Navneændringen krævede godkendelse i det makedonske parlament.  Statsminister i Makedonien, Zoran Zaev, lovede også at lægge navneændringen ud til en folkeafstemning i efteråret 2018. Makedoniens præsident Gjorge Ivanov sagde, at han vil nedlægge veto mod navneændringen.
Aftalen mellem de to stater er afhængig af støtte fra den græske nationalforsamling for at Grækenland skal kunne trække tilbage sine reservationer mod nabolandet i internationale organisationer. I Grækenland blev aftalen kritiseret af partileder Kyriakos Mitsotakis i Nyt Demokrati som en anerkendelse af en "makedonsk" etnicitet og sprog i nabolandet. Også regeringspartiet Uafhængige grækere sagde, at det ville stemme imod aftalen som statsminister Alexis Tsipras havde forhandlet sig til. Den 16. juni 2018 overlevede statsminister Tsipras en mistillidsafstemning. Forslaget var fremsat af oppositionspartiet Nyt Demokrati, som mente, at aftalen gav nabolandet for mange indrømmelser.
Aftalen blev undertegnet af Makedoniens udenrigsminister Nikola Dimitrov og Grækenlands udenrigsminister Nikos Kotzias i den græske grænselandsby Préspes 17. juni 2018. Den blev indgået i nærvær af de to landes statsministre. EU var representeret ved dets repræsentant for udenrigs- og sikkerhedspolitik Federica Mogherini og kommissær for europæisk naboskabspolitik og udvidelsesforhandlinger Johannes Hahn, mens FN var repræsenteret ved undergeneralsekretær Rosemary Dicarlo og FN's specialrepræsentant Matthew Nimetz.
Aftalen indebærer, at landets konstitutionelle navn ændres til Republikken Nordmakedonien, kort Nordmakedonien. Makedonien forpligtede sig i aftalen til at ændre grundloven i tråd med det nye navn inden udgangen af 2018. I officielle rejsedokumenter skulle nationaliteten angives som makedonsk/statsborger i Republikken Nordmakedonien. Sproget skal kaldes makedonsk sprog. Køretøjer skal have kendetegn NM eller NMK, mens den for alle andre formål forbliver MK eller MKD.
Grækenland forpligter sig i aftalen til ikke at forhindre, at nabolandet kan optages som medlem i internationale og regionale organisationer med det nye navn og skal give udtryk for sin støtte til medlemskab i EU og NATO.
Foruden navnespørgsmålet omhandler aftalen en række andre forhold og lægger op til økonomisk samarbejde, forsvarssamarbejde, samarbejde om miljøpolitik og samfærdsel samt samarbejde på en række andre områder. De to lande lover i aftalen at respektere hinandens territoriale integritet med den eksisterende grænse og forpligter sig til hverken at søge eller støtte ændringer af grænsen. Parterne forpligter sig til at tage afstand fra irredentistiske krav og fjendtlig agitation.
De to lande anerkender, at begreberne Makedonien og makedonsk forstås i forskellige historiske og kulturhistoriske kontekster, og at de ikke kan benytte sig af modpartens historiske symboler. Gennem dette forpligter Makedonien sig til at revurdere brugen af antikke symboler på sit territorium, herunder monumenter og symboler benyttet på det tidligere flag.
Aftalen tager sigte på at etablere et fredeligt strategisk samarbejde bygget på demokratiske værdier, med et samarbejdsråd ledet af statsministrene. Rådet skal også påse, at aftalen og en påfølgende handlingsplan implementeres. De to stater forpligter sig til at opgradere sine repræsentationskontorer i hinandens hovedstæder til helt normale ambassader.
Aftalen skal ratificeres af begge stater. Makedonien skal gennemføre aftalepunkterne først, og når denne proces er komplet inden udgangen af 2018, skal Grækenland ratificere aftalen. I henhold til aftalen skal det, begge parter forpligter sig til, være irreversibelt.
Aftalen blev officielt godkendt i staten Makedonien i foråret 2019.